# Kurt Neumann
Kurt Neumann (Nuremberg, 5 de abril de 1908 — Hollywood, 21 de agosto de 1958) foi um cineasta alemão radicado nos Estados Unidos.

## Carreira
Neumann realizou mais de sessenta fitas dos mais diversos gêneros, sempre na seara dos filmes B. Ainda assim, graças à sua competência, é responsável por alguns clássicos da ficção-científica, como Da Terra à Lua (Rocketship XM, 1950) e A Mosca da Cabeça Branca (The Fly, 1958). Trabalhou também com Johnny Weissmuller em diversas aventuras de Tarzan produzidas pela RKO  e revelou o caubói Audie Murphy, em O Caminho da Perdição (Bad Boy, 1949).
Neumann suicidou-se pouco antes da estreia de A Mosca da Cabeça Branca. Nunca soube, portanto, do grande sucesso que o filme foi.

## Filmografia
Todos os títulos em português se referem a exibições no Brasil. Foram excluídos os vários curta-metragens que fez.
- 1930 The King of Jazz (versões alemã e espanhola)
- 1932 Os Três Trapaceiros (Fast Companions)
- 1932 Meu Amigo, o Rei (My Pal, the King)
- 1933 O Rei da Jaula (The Big Cage)
- 1933 O Segredo da Alcova (Secret of the Blue Room)
- 1933 Rei por uma Noite (King for a Night)
- 1934 Pecador Jovial (Half a Sinner)
- 1934 Casamento Sem Condições (Let's Talk It Over)
- 1934 Sonhando de Dia (Wake Up and Dream)
- 1935 Mulher Admirável (Alias Mary Dow)
- 1935 Amores de um Dia (The Affair of Susan)
- 1936 Cantemos Outra Vez (Let's Sing Again)
- 1936 Cantando Saudades (Rainbow on the River)
- 1937 Espionage
- 1937 Menina dos Meus Olhos (Hold' Em Navy)
- 1937 Música do Coração (Make a Wish)
- 1938 Wide Open Faces
- 1938 Uma Loura a Prêmio (Touchdown Army)
- 1939 Compromisso de Honra (Unmarried)
- 1939 Uma Cilada do Acaso (Ambush)
- 1939 All Women Have Secrets
- 1939 A Ilha dos Renegados (Island of Lost Men)
- 1940 A Linda Impostora (Ellery Queen, Master Detective)
- 1940 Rapto de Estrelas (A Night at Earl Carroll's)
- 1942 Brooklyn Orchid
- 1942 About Face
- 1942 The McGuerins from Brooklyn
- 1943 Táxi, Sr. (Taxi Mister!)
- 1943 Fall In
- 1943 Yanks Ahoy
- 1943 The Unknown Guest
- 1945 Tarzan e as Amazonas (Tarzan and the Amazons)
- 1946 Tarzan e a Mulher Leopardo (Tarzan and the Leopard Woman)
- 1947 Tarzan e a Caçadora (Tarzan and the Huntress)
- 1948 The Dude Goes West
- 1948 O Último Malfeitor (Bad Men of Tombstone)
- 1949 O Caminho da Perdição (Bad Boy)
- 1950 Duelo Sangrento (The Kid from Texas)
- 1950 Da Terra À Lua (Rocketship XM)
- 1951 O Estouro da Manada (Cattle Drive)
- 1951 Divina Intuição (Reunion in Reno)
- 1952 Viver é Lutar (The Ring)
- 1952 Torrentes de Ódio (Hiawatha)
- 1952 O Filho de Ali Babá (Son of Ali Baba)
- 1953 Tarzan e a Mulher Diabo (Tarzan and the She-Devil)
- 1954 O Grande Espetáculo (Carnival Story)
- 1955 They Were So Young
- 1956 Mohawk, a Lenda do Iroquês (Mohawk)
- 1956 Os Assassinos Voltam (The Desperados Are in Town)
- 1957 Kronos, o Monstro do Espaço (Kronos)
- 1957 A Mulher Diabólica (The She-Devil)
- 1957 O Caçador da Fronteira (The Deerslayer)
- 1958 A Mosca da Cabeça Branca (The Fly)
- 1958 Machete
- 1959 Watusi, o Gigante Africano (Watusi)
- 1959 Counterplot